# Анапітек
Анапітек (Anapithecus) — викопний вид приматів родини пліопітекові (Pliopithecidae). Вид існував у ранньому міоцені (10 млн років тому) на територіі Східної Європи. Скам'янілі рештки знайдені поблизу міста Рудабанья, на півночі Угорщини. Ці мавпи мешкали на верхівках дерев. Важили приблизно 15 кг.